# TouchWiz
Chronologie des versions
Samsung Experience
TouchWiz est une interface utilisateur pour appareils mobiles développée et distribuée par Samsung Electronics entre 2009 et 2017. Elle était utilisée sur les smartphones et tablettes de la marque Samsung Galaxy fonctionnant sous Android, et sur certains appareils utilisant le système d'exploitation mobile Bada.

## Histoire
TouchWiz est utilisée pour la première fois par Samsung en 2009 sur plusieurs appareils d'entrée de gamme. Elle est démocratisée en 2010 dans sa version TouchWiz 3.0 avec le premier Samsung Galaxy S.
En 2009 le système propriétaire de Samsung propose la version 1.0 de TouchWiz, elle est présente sur la plupart des téléphones de la gamme Player. Cette gamme utilise un système d’exploitation propriétaire à l’exception du Player Addict fonctionnant avec Windows Mobile 6.1.
En 2010, la version 3.0 se base sur Android 2.1 Eclair et 2.2 FroYo. Cette version en première avec le Galaxy S. Une version allégée de Touchwiz 3.0, avec des fonctionnalités réduites, a été utilisée sur le Samsung Galaxy Proclaim (S720C).
En 2011, la version 4.0 pour smartphone se base sur Android 2.3 Gingerbread puis Android 4.0 Ice Cream Sandwich, elle est introduite par le Galaxy S II. La version pour tablette basée sur Android 3.0 Honeycomb est différente.
En 2012, la version Nature UX basée sur Android Ice Cream Sandwich 4.0.1 jusqu'à la version 4.1.2 Jelly Bean est introduite par le Galaxy S III. Elle est présente sur le Galaxy Note II, ainsi que sur les Galaxy Note 10.1, Galaxy S II et Galaxy Note après mise à jour en Android Jelly Bean (4.1). Elle apporte un mode multi-fenêtres à Android ainsi que différentes interactions en fonction des accessoires connectés ou déconnectés de l'appareil (stylet, casque, dock…).
En 2013, la version Nature UX2 basée sur Android 4.2 Jelly Bean est introduite par le Galaxy S4. La version UX 2.5 suivra quelques mois plus tard initiée par le Galaxy Note 3 sur Android 4.3 Jelly Bean et 4.4 KitKat. 
En 2014, la version Nature UX3 se basant sur Android 4.4 est introduite par le Galaxy S5.
En 2015, la version Nature UX5 se basant sur Android 5.0 Lollipop est introduite par les Galaxy S6 , S6 Edge et Samsung Galaxy J5 (2015).

## Présentation
Cette interface utilisateur est une propriété de Samsung. 
En 2015, les derniers smartphones et tablettes tactiles Samsung sont dotés de la version TouchWiz UX 5.0 qui s'appose à Android Lollipop.
En 2016, les derniers smartphones et tablettes tactiles Samsung sont dotés de la version TouchWiz UX 6.0 qui s'appose à Android Marshmallow.
En 2017, TouchWiz UX a été remplacé par Samsung Experience. Les versions 8 et 8.1 (version qui équipe les nouveaux smartphones Samsung Galaxy S8 et Galaxy S8+) de cette nouvelle interface sont basées sur Android Nougat.
En 2018, Samsung présente One UI, basé sur Android Pie. Cette interface équipe les nouveaux smartphones Galaxy S10.